# Oliver Lafayette
Oliver Lafayette (Baton Rouge, 6 de maio de 1984) é um basquetebolista profissional estadunidense, atualmente joga no Virtus Segafredo Bologna. O atleta possui cidadania croata e disputou a Copa do Mundo de 2014 com a seleção do país.